# Финтина-Маре (Тулча)
Финтина-Маре (рум. Fântâna Mare) — село у повіті Тулча в Румунії. Входить до складу комуни Чукурова.
Село розташоване на відстані 195 км на схід від Бухареста, 42 км на південний захід від Тулчі, 77 км на північ від Констанци, 72 км на південний схід від Галаца.

## Населення
За даними перепису населення 2002 року у селі проживали 636 осіб, усі — румуни. Усі жителі села рідною мовою назвали румунську.